# Rietschelgiebel

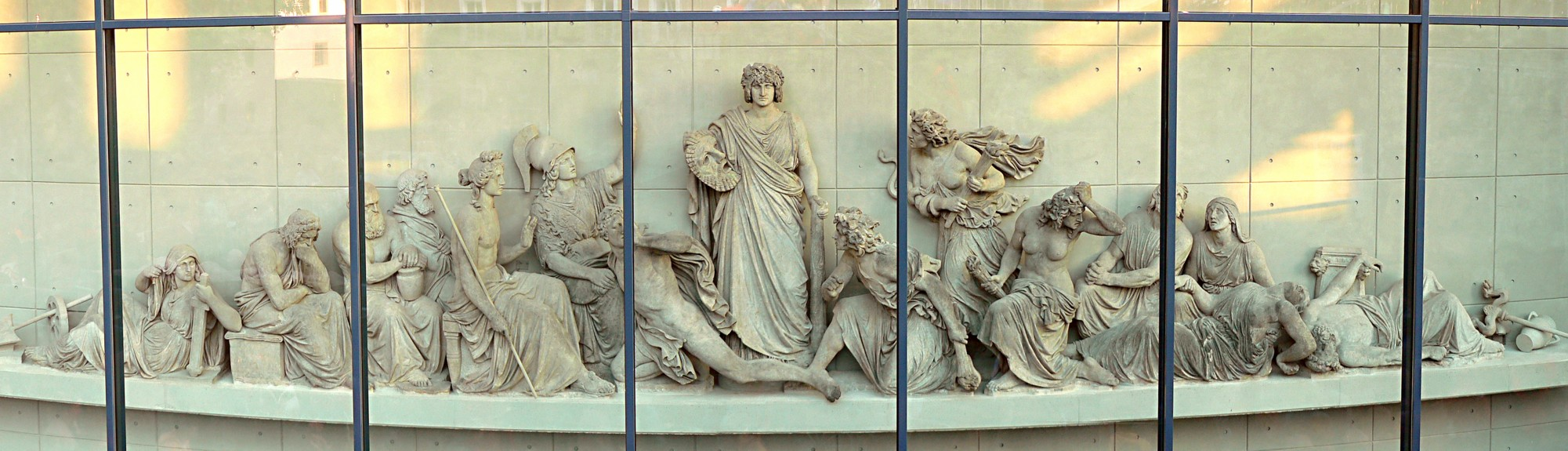
Rietschelgiebel am Burgtheater in Bautzen

Der Rietschelgiebel ist ein 1840 entstandenes Werk des Bildhauers Ernst Rietschel. Die ursprünglich an der Nordwand des ersten Hoftheaters in Dresden angebrachte Figurengruppe mit dem Titel „Allegorie der Tragödie“ ist heute am Burgtheater auf der Ortenburg in Bautzen zu sehen.

## Darstellung
Die Figurengruppe zeigt die wichtigsten Szenen des 2. und 3. Teils der 458 v. Chr. von Aischylos beendeten „Orestie“-Trilogie (also der Tragödien „Choephoroi“ und „Eumenides“).

## Geschichte
Ernst Rietschel vollendete 1840 das Giebelfeld „Tragödie“ als Teil des allegorischen Figurenprogramms am ersten Hoftheater des Architekten Gottfried Semper in Dresden. Zum Programm gehörten weiterhin die Giebelgruppe „Darstellung der Musik“ und die Einzelfiguren der Dichter Johann Wolfgang von Goethe und Friedrich Schiller sowie der Komponisten Christoph Willibald Gluck und Wolfgang Amadeus Mozart.
Nach dem Theaterbrand am 21. September 1869 konnten das Giebelfeld „Tragödie“ und die vier Einzelfiguren aus der Brandruine gerettet werden, die Giebelgruppe „Darstellung der Musik“ wurde vom Feuer zerstört. Beim Bau des zweiten Hoftheaters (1871–1878) fanden die geretteten Kunstwerke jedoch keine Verwendung mehr und gerieten im Depot der königlichen Skulpturensammlung in Vergessenheit.
Nach langjährigen Bemühungen des Bautzner Bürgermeisters Johannes Käubler schenkte der sächsische König die Figurengruppe 1902 der Stadt Bautzen. Die Gruppe wurde 1905 nach einer Restaurierung in den Ostgiebel des Bautzner Stadttheaters am Lauengraben eingebaut. Die Stadt wollte damit vermutlich das aus einem Wehrbau umgebaute Theater mit residenzstädtischem Esprit aufwerten. Die vorgeblendete Schaufassade zitierte die Architektur des Dresdner Hoftheaters.
In den letzten Tagen des Zweiten Weltkriegs erlitt die Stadt Bautzen starke Kriegsschäden. Die Figurengruppe wurde nur leicht beschädigt und konnte 1952 restauriert werden. Im Ergebnis eines städtebaulichen Wettbewerbs, nach dem die Bautzener Vorstädte zu sozialistischen Wohnkomplexen umgestaltet werden sollten, erfolgte 1969 der Abbruch des Stadttheaters. Beim 1975 an anderer Stelle errichteten Theaterneubau wurden die Figuren nicht wieder angebracht. Nachdem die Figuren an verschiedenen Standorten in Bautzen eingelagert waren, wurden sie 1976 nach Quatitz, einem Dorf nördlich der Stadt, gebracht.
Anlässlich der Ausstellung zum 100. Todestag Gottfried Sempers 1979 wurden die Figuren im Albertinum in Dresden ausgestellt. Die häufigen Transporte beschädigten die Figuren. Ein Versuch, die Figuren 1989 am Deutsch-Sorbischen Volkstheater in Bautzen aufzustellen, scheiterte in den Wendewirren. Die Figuren wurden ins Künstlerhaus Nadelwitz umgelagert.
Die seit 1993 wieder im Eigentum der Stadt Bautzen befindlichen Figuren wurden 1995 im Weigangschen Palmenhaus ausgestellt und somit für die Öffentlichkeit wieder zugänglich. Nach kontroversen Diskussionen über den neuen Standort erhielten die Figuren 2003 ihren durch eine Glasfront geschützten Standort am Neubau des Puppentheaters, dem so genannten Burgtheater, auf der Ortenburg.